# 麻生香
麻生 香（あそう かおり）は、日本のAV女優。

## 概要
1998年に日本テレビ系列局（北日本放送）の現役アナウンサーであることが判明し話題となった。
1997年発売の『発情ミセス図鑑5（マックス・エー、GASH）』での年齢は28歳、スリーサイズは93・60・88。
同じく1997年発売の『THEミニスカート&レッグス』(HRCホームビデオ)では、身長156cm、81(C65)・58・84。

## 出演番組
- ラジオでチャチャチャ!ビタミンわいど

## 出演作品
- 熟女童貞狩り・吉田聡子37歳（1997年7月10日、ダマール）
- 快楽熟女マガジン 悩殺肉欲マダム（1997年、キュープランニング、TABOO）- 出演:香織(31歳)、真知子(30歳)
- 新・ミセスクラブVOL.5（ビッグモーカル、レーベル:マスカット）- カオリ(30歳)の名義。
- 続・イケてるお姉さん7 知的美女と危ないストッキングの巻（小梅）
- MVGスペルマアワー THEカウントダウンスペルマ（エムズ）
- 新・ミセスクラブ 未発表&名場面120分スペシャル（マスカット）
- 発情ミセス図鑑5（1997年11月21日、マックス・エー、GASH）
- THEミニスカート&レッグス(1997年、HRCホームビデオ)
- お隣の淫乱マダム4（VAMP）（「悩殺肉欲マダム」再編集版 50分）
- 日テレ系美人アナ 人妻欲情中（TV SCANDAL）（「悩殺肉欲マダム」再編集版 50分）
- TV局入社前のバイト（1998年12月配巻）